# Anke Behmer
Anke Behmer (szül. Vater) (Stavenhagen, 1961. június 5. –) olimpiai bronzérmes, Európa-bajnok kelet-német atléta, többpróbázó.

## Pályafutása
Az 1983-as világbajnokságon harmadik lett, majd 1986-ban aranyérmet nyert az Európa-bajnokságon.
Pályafutása alatt egyetlen olimpián vett részt, 1988-ban, Szöulban szerepelt. Behmer a világ rekorddal győztes amerikai Jackie Joyner-Kersee és honfitársa, Sabine John mögött, 6858-as új egyéni csúccsal harmadik, bronzérmes helyen zárt. Ez a pontszám máig a negyedik legjobb német eredmény hétpróbán Sabine Braun, Sabine John és Ramona Neubert után.

## Egyéni legjobbjai
- 200 méteres síkfutás - 23,10 (1988)
- 800 méteres síkfutás - 2:03,76 (1984)
- 100 méteres gátfutás - 13,11 s (1988)
- Magasugrás - 1,87 m (1987)
- Távolugrás - 6,84 m (1984)
- Súlylökés - 14,86 m (1984)
- Hétpróba - 6858 pont (1988)